# Yadira Guevara-Prip
Yadira Helena Guevara-Prip (Nueva York, 22 de mayo de 1995) es una actriz de teatro y televisión estadounidense, conocida por sus papeles en series comoː Star Trek: Discovery, Supernatural, 13 Reasons Why y See.

## Biografía
Yadira Guevara-Prip nació el 22 de mayo de 1995 en el distrito de Manhattan en Nueva York (Estados Unidos). Comenzó su trabajo como actriz de teatro en el escenario de la ciudad de Nueva York, obteniendo papeles en muchas obras de dramaturgos y compañías de teatro latinoamericanos. Durante la década de 2010, Guevara-Prip actuó en producciones de Atlantic Theatre Company, Cherry Lane Theatre, e INTAR Theatre, entre otros. En 2016, interpretó el personaje de Lala en el estreno mundial de la obra Street Children de Pia Scala-Zankel, papel por el que fue elogiada por The New York Times.
Hizo su debut televisivo en 2016 interpretando el papel de Zinky en la serie Mad Dogs de Amazon Prime Video. En el 2017 consiguió el papel de Kaia Nieves en Supernatural, repitió el mismo papel en las temporadas 13, 14 y 15 de Supernatural. En 2018, hizo su primera aparición en la franquicia de Star Trek interpretando a la reina Xahean Me Hani Ika Hali Ka Po en el episodio de estreno de Star Trek: Short Treks en CBS All Access. Regresó como Po para la segunda temporada de Star Trek: Discovery, para los dos últimos episodios de la temporada.
En 2018, trabajó con la Fundación Breaking Walls para traer a docenas de adolescentes de todo el mundo a Santiago de Chile para una residencia de talleres de escritura teatral y creativa.
En 2019, se convirtió en miembro regular del elenco de la primera temporada de la serie web de drama y fantasía producida para Apple TV+ See. El programa fue una de las cuatro series inaugurales con guion que se presentaron con el lanzamiento de Apple TV+ en noviembre de 2019, en esta serie Guevara-Prip interpreta el papel recurrente de Bow Lion, una guerrera en la sombra de un clan de nómadas que viven 500 años en el futuro. Apple renovó el programa para una segunda temporada poco después de su debut. En diciembre de 2019, el sitio web Cinemaholic informó que Guevara-Prip regresaría para la segunda temporada.
En 2020, apareció en un episodio de High Maintenance de HBO y en dos episodios de la cuarta temporada de la serie Por trece razones interpretando el papel de Valerie Díaz.

## Filmografía

### Cine
| Año  | Título                             | Papel   | Notas        | Ref.   |
| ---- | ---------------------------------- | ------- | ------------ | ------ |
| 2012 | #ImHere - THE CALL                 | Teresa  | Cortometraje | [ 19 ] |
| 2014 | About a Brookie                    | Lauren  | Cortometraje |        |
| 2023 | Tumba Del Mar                      | Yilena  | Cortometraje |        |
| 2023 | Shut Up & Fish                     |         | Cortometraje |        |
| 2024 | Something Borrowed, Something Pink | Jillian | Cortometraje |        |

### Televisión
| Año       | Título                       | Papel                   | Notas                             | Ref.   |
| --------- | ---------------------------- | ----------------------- | --------------------------------- | ------ |
| 2016      | Mad Dogs                     | Zinky                   | 2 episodios                       |        |
| 2017      | Untitled Jenny Lumet Project | Mónica                  | Episodio piloto no emitido        |        |
| 2017–2020 | Supernatural                 | Kaia Nieves / Dark Kaia | 5 episodios                       |        |
| 2018      | Hello Apartment              | Chica                   | Cortometraje                      | [ 20 ] |
| 2018      | Star Trek: Short Treks       | Me Hani Ika Hali Ka Po  | Episodio: «Runaway»               |        |
| 2019      | Star Trek: Discovery         | Me Hani Ika Hali Ka Po  | 2 episodios                       |        |
| 2019–2022 | See                          | Bow Lion / The Shadow   | Personaje principalː 11 episodios | [ 21 ] |
| 2020      | High Maintenance             | Minnie                  | Episodio: «Adelante»              |        |
| 2020      | Por trece razones            | Valerie Díaz            | 2 episodios                       |        |